# La Blue Girl
Injuu Gakuen - La Blue Girl (淫獣学園 - La Blue Girl) est un manga hentai de Toshio Maeda (Urotsukidoji) adapté en plusieurs séries d'OAV entre 1992 et 2001, racontant les aventures de Miko Mido, une jeune ninja, et son combat pour protéger le monde des démons Shikimas. Un des titres les plus célèbres de son auteur ainsi que de la catégorie des œuvres de type tentacule érotique, La Blue Girl se distingue tout particulièrement par son mélange de genres aussi divers - et antinomiques - que érotisme, action, horreur, parodie de séries de ninjas et humour burlesque.

## Histoire
Depuis maintenant des siècles, les clans ninjas Miroku et Suzuka se battent pour obtenir le contrôle des démons Shikimas, une race démoniaque d'êtres pervers et débauchés, spécialisés dans les sévices sexuels. Le meilleur moyen de les combattre a donc été pour ces ninjas de développer des techniques de combat basées sur le sexe, principal point faible des Shikimas.
À force de combats, les ninjas Miroku finissent par obtenir un pacte avec les démons Shikimas, symbolisé par une boîte de laque : son possesseur peut demander aux démons Shikimas d'attaquer n'importe quelle cible.
Les années passent jusqu'à notre époque ...
Miko Mido est une jeune fille de 16 ans, en apparence une lycéenne comme les autres, mais qui doit pourtant s'entraîner aux arts sexuels Mirokus sous la houlette de sa grand-mère, afin de devenir la prochaine dirigeante du clan. Malheureusement, les ninjas Suzuka arrivent à s'approprier la boîte du pacte, et à tuer la grand-mère de Miko. Désormais, cette dernière devra avoir recours à l'ensemble de ses connaissances en magie sexuelle pour lutter contre les démons Shikimas qui lui sont envoyés par les ninjas Suzuka ...
Bien qu'étant l'œuvre du même auteur qu'Urotsukidoji, et incluant de nombreuses scènes violentes ou à caractère sexuel, le ton qui se dégage de l'anime comme du manga est avant tout comique.

## Personnages
- Miko Mido est une jeune lycéenne de 16 ans et l'héritière du clan ninja des Miroku. Elle devra prouver qu'elle n'a pas froid aux yeux et qu'elle est capable de recourir aux arts érotiques de son clan pour vaincre ses adversaires lors de duels sexuels - et que ses ennemis soient monstres tentaculaires, séductrices perverses ou démons assoiffés de jeunes écolières. Elle découvrira aussi que son père est le roi des démons Shikimas.
- Nin-nin est un ninja Miroku de taille naine. Pervers et pas très fort, c'est pourtant toujours lui qui vient sauver Miko in extremis.
- Yaku était une élève dans une école Miroku jusqu'à ce que l'attaque du couple Kamiri/Kugutsumen n'entraîne la mort de toutes ses camarades. Elle voyage avec Miko pour se venger. Elle peut se transformer en loup-garou les nuits de pleine lune.
- Fubuki Kai, d'abord une ninja sans clan, elle perdra face à Miko et deviendra membre du clan Miroku, et gagnera le pouvoir de se transformer en démon Shikima.
- Le Roi Seikima est le père de Miko. Il dirige les démons Shikimas depuis plus de 400 ans.
- Maria est l'épouse du roi Seikima et la mère de Miko.

## Anime
- Injuu Gakuen La Blue Girl (4 épisodes - 1992-1993). Adapté du manga de Toshio Maeda. Miko fait l'apprentissage de son héritage de ninja Miroku en combattant les démons Shikimas envoyés par un clan ninja adverse.
- Shin Injuu Gakuen La Blue Girl (2 épisodes - 1993). Suite des précédentes OAV, ces deux OAV adaptent la fin du manga : Miko doit lutter contre une nouvelle ninja, Fubuki Kai, qui veut lui ravir son titre de meilleure ninja, puis devra affronter le clan Suzuka cybernétisé...
- Lady Blue (Injuu Gakuen EX, 4 épisodes - 1994). Plus sérieuse, propose une histoire originale par rapport au manga : Kyoshiro et Shanahime sont deux fantômes vieux de 400 ans voulant se venger du clan Shikima. Kyoshiro va prendre possession d'un jeune homme dont Miko est tombée amoureuse. Inédit en France.
- La Blue Girl Returns (Injuu Gakuen Fukkatsu, 4 épisodes - 2001). Le royaume Shikima se fait attaquer par le clan Mahoroba. Miko, Yaku et Fubuki réussissent à repousser l'attaque, avant de partir en quête du légendaire cerveau Shikima.

## Voix
- Omi Minami : Miko Mido
- Kappei Yamaguchi : Nin-Nin
- Mai Asakura : Yaku
- Yumi Takada : Kamiri

## Divers
- La version US de La Blue Girl, sans être mosaïquée comme l'est la version japonaise, est légèrement éditée ; certaines scènes, notamment celles représentant Nin-Nin dans un acte sexuel, ont été expurgées (la raison étant que, par sa taille, ce personnage pourrait passer pour un enfant). De même, l'âge de Miko a été modifié : de 16 ans en VO, on passe à 18 ans. Voir le site No Editing Zone pour plus de renseignements. La version française contient, au moins en partie, les mêmes modifications.
- Le titre original Injuu Gakuen peut se traduire par L'école des animaux pervers. Injuu pourrait être un jeu de mots avec Injyu (ruban), en référence au ruban que Miko arbore en permanence dans ses cheveux.
- En marge de l'anime, trois films live (nom donné aux films non-animés adaptant un manga ou un anime) japonais, tournés durant les années 1990, existent aussi.
- Le nom de l'héroïne, Miko, est aussi le nom donné aux prêtresses Shinto, que l'on voit souvent combattre les forces du mal dans maint animes ou mangas. Mais l'héroïne de La Blue Girl n'est évidemment pas une prêtresse, il s'agit plutôt là d'un simple clin d'œil ironique, une miko étant censée rester pure. Toutefois, on peut aussi y voir un symbole du goût pour l'ambivalence qui caractérise la série puisque celle-ci n'hésite pas à multiplier les ruptures de ton, passant par exemple dans un même souffle d'une scène dramatique à un gag grivois, ou d'une scène romantique à du sexe SM et/ou un viol tentaculaire.
- Comme souvent avec les œuvres de Toshio Maeda, sous son cocktail de sexe et de violence le sujet sous-jacent qui se développe a trait au chaos hormonal de l'adolescence : l’héroïne, Miko, doit en devenant adulte apprendre à se défendre contre l'intérêt sexuel des mâles - montré ici sous sa forme la plus noire et littéralement maléfique de démons phalliques qui veulent la violer. Pour cela, elle doit tout d'abord apprendre à maîtriser sa propre sexualité mais aussi et surtout à l'utiliser comme une arme pour punir les démons. La juste punition que reçoivent ces derniers prends alors la forme d'une explosion (la mort pour prix de l'orgasme) ou du découpage de leurs tentacules (castration symbolique).

## Liens
- Fiche sur IMDB
- Fiche technique (anglais)
- Article sur Hentai Neko (anglais)
- Article sur Animetric (anglais)
- Chronique sur Circe Zone (français)
- Article sur Manganiste (français)